# Sony Xperia U
De Sony Xperia U is een smartphone van het Japanse conglomeraat Sony. De telefoon is samen met de Sony Xperia S en de Sony Xperia P voor het eerst geïntroduceerd in de CES 2012. Het toestel moet het low-budgettoestel van de drie worden en is verkrijgbaar in zwart en wit.

## Software
De Xperia U is uitgebracht met Android 2.3, maar heeft inmiddels een update gekregen naar Googles Android 4.0. Of Sony nog versie 4.1 op de Xperia U uitbrengt, is niet bekend. Net zoals vele andere Android-fabrikanten gooit Sony ook een eigen grafische schil over het toestel, de Timescape UI. Hierin zijn Twitter en Facebook standaard geïntegreerd. Ook kan men er omgebouwde PlayStation-spellen op spelen en is het verbonden met het Sony Entertainment Network, dat gebruikers toegang geeft tot Music & Video Unlimited, een speciale streamingsapp vergelijkbaar met Spotify of Deezer.

## Design

### Scherm
Het aanraakscherm heeft een schermdiagonaal van 8,9 cm (3,5 inch) met een resolutie van 854 x 480 pixels. Het scherm ondersteunt multitouch en maakt gebruik van High Definition Reality Display-technologie en de 'BRAVIA-engine' van Sony. Door deze twee technieken wordt het scherm mooier weergegeven.

### Transparante strip
Onderaan de smartphone bevindt zich de transparante strip. Hierin is de antenne geplaatst, die dwars door de basis loopt en tegelijkertijd dienstdoet als on-screen-knoppenaangever en notificatiebalk. De strip verandert automatisch van kleur, wanneer er een foto of muziekcover weergegeven wordt. Onderaan de strip bevindt zich de onderkant, welke men via een accessoire ook van kleur kan veranderen, bijvoorbeeld in geel en roze.

### Uitgangen
De telefoon heeft een micro-USB-uitgang om de telefoon te verbinden met een computer en om hem op te laden. Verder bevindt zich ook een audio-aansluiting van 3,5 mm, waarop een koptelefoon of oordopjes aangesloten kunnen worden.